# Хамлідж
Хамлідж (Хамлі, Хбнл) — рання назва хозарської столиці. В арабських джерелах IX століття згадується як місто, що лежить біля гирла річки, яка впадає в Каспійське море. Кінцевий пункт торгового маршруту з північних країн до Горган. Купці, що сюди прибували, платили хозарському правителю десятину. Описів немає. Часто згадується в парі з містом Саришін, що змушує припускати наявність поселень по обидва береги Волги, як пізніше було притаманне Ітилю. Припускаючи, що протоосновою міста мала бути ставка кагана, назву запропоновано пов'язувати за аналогією з монгольським словом Ханбалик (ханське місто) або виводити від єврейського титулу ha-Малех, який могли вживати хозарські правителі.